# Noor(beek)

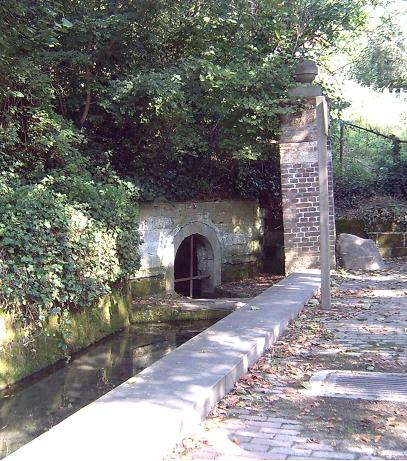
Sint-Brigidabron en wasplaats, het begin van de Noor

De Noor of Noorbeek is een beek die in Noorbeek, in de buurtschap Wesch, ontspringt. Ze ontspringt uit de Sint-Brigidabron. De bron dankt haar naam aan de patroonheilige van het dorp Noorbeek, dat op haar beurt vernoemd is naar het riviertje. De beek loopt in Nederland slechts ongeveer een kilometer waar het verder gevoed wordt door een bronnengebied met o.a. de Sint-Lambertusbron. In 's-Gravenvoeren werd deze beek vroeger het Langwater genoemd.
Het is het enige riviertje dat noord-zuidwaarts van Nederland naar België stroomt. De Noor mondt in 's-Gravenvoeren uit in de Voer, die enkele kilometers westwaarts bij Laag-Caestert, vlak buiten Eijsden, weer uitmondt in de Maas.
De Noor stroomt in de nabijheid van het kasteel Altenbroek en vroeger heeft de watermolen Molen van Altenbroek op de Noor gestaan. Verder stroomafwaarts, tot aan de eerste huizen van het gehucht Vitschen, stroomt ze door het natuurreservaat Altenbroek, beheerd door Natuurpunt.